# Kortykosteroidy
Kortykosteroidy, kortykosterydy, glikokortykoidy, glikokortykosterydy, glikokortykosteroidy – hormony steroidowe produkowane w warstwach pasmowatej i siatkowatej kory nadnerczy (głównie pasmowatej) pod wpływem hormonu adrenokortykotropowego (ACTH), które regulują przemiany białek, węglowodanów i tłuszczów. Zalicza się do nich: kortyzol, kortykosteron, kortyzon.

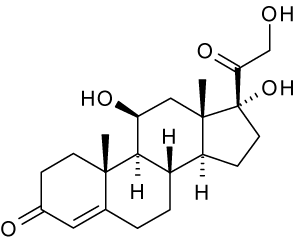
Wzór strukturalny kortyzolu

Kortykosteroidy to także grupa leków o działaniu przeciwzapalnym, przeciwalergicznym i immunosupresyjnym, które mają silny wpływ na gospodarkę węglowodanową, białkową, lipidową i wodno-elektrolitową organizmu.
Nadmierne wydzielanie kortykosteroidów, względnie nadmierna podaż leków o tym samym działaniu, powoduje hiperkortyzolemię – chorobę nazywaną zespołem Cushinga. Niedobór kortykosteroidów powoduje chorobę Addisona.

## Działanie na organizm
Kortykosteroidy zmieniają czynności wielu narządów i wpływają na przebieg reakcji odpornościowych.
Zmniejszają zużycie glukozy w tkankach i jednocześnie nasilają glukoneogenezę, co prowadzi ostatecznie do podniesienia poziomu glukozy we krwi (hiperglikemia). W tym zakresie wzmacniają działanie adrenaliny. 

Wstrzymują syntezę białek w organizmie, a nasilają ich rozkład. Pod wpływem glikokortykosteroidów rozbiciu ulegają białkowe kompleksy immunologiczne, co jest przyczyną ich działania immunosupresyjnego. Mogą też powodować rozpad białek mięśniowych co może być przyczyną spadku siły mięśni.

Przebudowują tkankę tłuszczową powodując charakterystyczne przemieszczenie się depozytów tkanki tłuszczowej (bawoli kark, twarz księżyc w pełni, otyłość brzuszna, chude kończyny) nazywane też otyłością typu Cushinga).
Zmniejszają wchłanianie wapnia z jelit, a nasilają jego wydalanie z moczem, co może powodować zaburzenia w układzie kostnym (osteoporoza).

W większych stężeniach wywołują działanie mineralokortykosteroidowe: zatrzymanie w organizmie sodu, obrzęki.
W warunkach fizjologicznych modulują odczyny immunologiczne, zapobiegając nadmiernemu pobudzeniu układu odpornościowego i rozwojowi chorób z autoagresji. W tym samym celu są podawane leczniczo.

Glikokortykosteroidy hamują zarówno wczesną jak i późną odpowiedź immunologiczną. Pobudzają syntezę lipokortyny, która hamuje fosfolipazę A2, enzym niezbędny w procesie produkcji substancji prozapalnych (eikozanoidów) z kwasu arachidonowego. W ten sposób upośledzają produkcję m.in. leukotrienów odpowiedzialnych za niebezpieczne późne zmiany w astmie oskrzelowej. Zmniejszają również powstawanie i uwalnianie cytokin i czynników adhezji (przylegania) komórek. Powodują spadek ruchliwości i aktywności większości komórek biorących udział w reakcjach odpornościowych: neutrofili, makrofagów, bazofili, limfocytów T i B. Hamują też aktywność fibroblastów i wytwarzanie kolagenu i glikozoaminogliknów. Wszystko to prowadzi do łagodzenia objawów zapalenia. Z tego powodu glikokortykoidy stosuje się dla zmniejszenia nadwrażliwości.
Przy długotrwałym podawaniu działania te mogą doprowadzić do zaniku tkanki limfatycznej, osłabiania działania węzłów chłonnych i zmniejszenia liczby limfocytów, a w rezultacie do wyraźnego spadku odporności organizmu.

## Zastosowanie

### Terapia substytucyjna
W stanach niedoboru hormonów nadnerczy podaje się leki o działaniu kortykosteroidowym jak i mineralokortykosteroidowym oraz androgeny, tak żeby jak najlepiej naśladować profil naturalnie wydzielanych hormonów. Najlepsze rezultaty uzyskuje się podając kombinację hydrokortyzonu o działaniu kortykosteroidowym z fludrokortyzonem o wyraźniejszym profilu działania mineralokortykosteroidowego.
W chorobie Addisona i po usunięciu kory nadnerczy podaje się z reguły 20-30 mg hydrokortyzonu dzienne w podzielonych dawkach - większej rano a mniejszej wieczorem, co naśladuje naturalny, dzienny rytm wydzielania hormonów. Dawka musi być dostosowana do potrzeb pacjenta i jest oparta na obserwacji reakcji pacjenta na stosowane leki.
W ostrej niedoczynności nadnerczy hydrokortyzon podaje się dożylnie w dawce 100 mg co 6-8 h w roztworze soli fizjologicznej.
We wtórnej niewydolności nadnerczy (na przykład w przebiegu choroby Glińskiego-Simmondsa) hydrokortyzon podaje się tak samo jak w pierwotnej niewydolności, jednak suplementacja fludrokortyzonu jest w tym przypadku na ogól zbędna, ponieważ produkcja aldosteronu, regulowana układem renina-angiotensyna-aldosteron, jest wystarczająca.

### Kortykosteroidy jako leki przeciwzapalne
Glikokortykosteroidy są stosowane w chorobach, w których korzystne jest działanie przeciwzapalne oraz osłabienie działania układu immunologicznego. Wykorzystuje się je w leczeniu:
- wstrząsu anafilaktycznego w połączeniu z adrenaliną
- astmy oskrzelowej - podawane przewlekle, najlepiej drogą wziewną (przez inhalacje)
- chorób autoimmunologicznych takich jak: choroba Leśniowskiego-Crohna, reumatoidalne zapalenie stawów, niedokrwistość hemolityczna, colitis ulcerosa, toczeń rumieniowaty, sarkoidoza, zespół Sjögrena, atopowe zapalenie skóry i inne
- chorób rozrostowych, np. białaczek limfocytarnych
- miejscowych zmian zapalnych w dermatologii
- w zapobieganiu odrzucania przeszczepów jako leki immunosupresyjne

A także:
- we wrodzonym przeroście nadnerczy do hamowania nadmiernego wydzielania hormonów nadnerczy[1]
- w przebiegu chorób nowotworowych do zmniejszania ciśnienia wewnątrzczaszkowego i obrzęków mózgu (jednak nie powinny być używane do obniżania ciśnienia wewnątrzczaszkowego powstałego w wyniku urazu)[1]

Zastosowanie w leczeniu chorób zapalnych mają tylko te kortykosteroidy, których działanie mineralokortykoidowe jest słabe, jak hydrokortyzon, prednizolon i inne. Leki które oprócz działania przeciwzapalnego wykazują działanie mineralokortykoidowe, jak fludrokortyzon, nie są skuteczne jako leki przeciwzapalne.
Kortyzon i jego aktywny metabolit hydrokortyzon poza średnio silnym działaniem przeciwzapalnym posiadają znaczącą aktywność mineralokortykoidową, przez co powodują retencję (zastój) płynów w organizmie i nie nadają się do długotrwałego stosowania ogólnoustrojowego.

Hydrokortyzon jest używany w dermatologii do łagodzenia miejscowych stanów zapalnych, ponieważ powoduje stosunkowo rzadkie i nieznaczne skutki uboczne. Kortyzon stosowany miejscowo jest nieskuteczny.

Prednizolon i prednizon mają głównie działanie przeciwzapalne i są najczęściej stosowanymi doustnie kortykosteroidami.
Betametazon i deksametazon mają silne działanie przeciwzapalne i słabe mineralokortykoidowe, dzięki czemu mogą być użyte kiedy wymagana jest duża dawka leku i jednocześnie retencja płynów byłaby niekorzystna. Mają długi okres działania i powodują stosunkowo mało działań niepożądanych dlatego są używane do hamowania wydzielania ACTH, np. we wrodzonej nadczynności nadnerczy. U większości osób 1 mg deksametazonu podany wieczorem hamuje wydzielanie kortykotropin na 24 godziny.
Estry betametazonu i beklometazonu są skuteczniejsze (i bezpieczniejsze) po podaniu miejscowym - na skórę lub dooskrzelowo - niż doustnym, dlatego stosuje się je w dermatologii oraz w formie inhalacji w astmie.
W długotrwałej terapii kortykosteroidami działania niepożądane mogą okazać się większe niż szkody powodowane przez samą chorobę, dlatego zawsze powinno się stosować najmniejszą możliwą dawkę i/lub robić przerwy w podawaniu leku.
| Dawki glukokortykosteroidów o równoważnym działaniu przeciwzapalnym                                                        | Dawki glukokortykosteroidów o równoważnym działaniu przeciwzapalnym | Dawki glukokortykosteroidów o równoważnym działaniu przeciwzapalnym |
| 5 mg prednizolonu równoważy                                                                                                |                                                                     |                                                                     |
| --- | ------------------------------------------------------------------- | ------------------------------------------------------------------- |
| 5 mg prednizolonu równoważy                                                                                                | Octan kortyzonu                                                     | 25 mg                                                               |
| 5 mg prednizolonu równoważy                                                                                                | Hydrokortyzon                                                       | 20 mg                                                               |
| 5 mg prednizolonu równoważy                                                                                                | Deflazakort                                                         | 6 mg                                                                |
| 5 mg prednizolonu równoważy                                                                                                | Metyloprednizolon                                                   | 4 mg                                                                |
| 5 mg prednizolonu równoważy                                                                                                | Triamcinolon                                                        | 4 mg                                                                |
| 5 mg prednizolonu równoważy                                                                                                | Prednizon                                                           | 5 mg                                                                |
| 5 mg prednizolonu równoważy                                                                                                | Betametazon                                                         | 750 mikrogramów                                                     |
| 5 mg prednizolonu równoważy                                                                                                | Deksametazon                                                        | 750 mikrogramów                                                     |
| W tabeli nie uwzględniono działania mineralokortykoidowego poszczególnych leków ani różnic w profilu i długości działania. |                                                                     |                                                                     |

## Działania niepożądane
Glikokortykoidy są lekami o dość szerokim spektrum potencjalnych działań niepożądanych, z których niektóre mogą być nieodwracalne.
Leki te są stosunkowo bezpieczne gdy są używane krótko, podczas gdy długoterminowe stosowanie może powodować poważne działania niepożądane.

### Działania niepożądane po długotrwałym stosowaniu ogólnoustrojowym
- Zahamowanie czynności nadnerczy. Długotrwała terapia kortykosteroidami może doprowadzić do zaniku nadnerczy, który może utrzymywać się przez lata po wstrzymaniu podawania leku[1]. Nagłe odstawienie kortykosteroidów może doprowadzić do ostrej niewydolności nadnerczy, spadku ciśnienia, a nawet śmierci[1].

U pacjentów z posteroidową niewydolnością nadnerczy standardowe znieczulenie przed operacją może spowodować nagły, znaczny spadek ciśnienia. Anestezjolog musi wiedzieć czy pacjent zażywa lub niedawno odstawił kortykosteroidy. Jeśli tak, powinien odpowiednio zwiększyć ich dawkę (lub je podać, jeśli zostały już odstawione) przed znieczuleniem pacjenta.
Schemat postępowania dla pacjentów przyjmujących 10 mg prednizolonu dziennie (lub równoważną ilość innego kortykosteroidu) przez ponad trzy miesiące jest następujący:
Przed drobną operacją pod znieczuleniem ogólnym: zwykła dawka doustnego kortykosteroidu albo 25-50 mg hydrokortyzonu dożylnie przed operacją oraz zwykła dawka leku po operacji
Przed średnio poważną i poważną operacją: zwykła dawka doustnego kortykosteroidu oraz 25-50 mg hydrokortyzonu dożylnie przed operacją, a następnie 25-50 mg hydrokortyzonu dożylnie trzy razy w ciągu dnia przez 24 godziny po średnio poważnej operacji i przez 48-72 godziny po poważnej operacji. Następnie można wrócić do zwykłej dawki kortykosteroidów.
- Zakażenia. Długotrwałe stosowanie osłabia naturalną odporność organizmu (działanie immunosupresyjne) co sprawia, że pacjent jest bardziej podatny na wszelkiego typu infekcje bakteryjne, grzybicze i wirusowe[1]. Niekiedy zmienia się też reakcja organizmu na zakażenie, co może powodować opóźnienie diagnozy, ze względu na brak typowych objawów[1].
  - Ospa wietrzna u pacjentów przyjmujących kortykosteroidy może rozwinąć się w zapalenie płuc, wątroby i zakrzepy żylne przy czym typowe zmiany skórne mogą nie wystąpić[1]. Z tego powodu pacjenci otrzymujący terapię kortykosteroidową, którzy nie chorowali na ospę są zagrożeni poważnymi powikłaniami ospy wietrznej[1].

Osobom przyjmującym kortykosteroidy narażonym na zakażenie chorobami zakaźnymi powinno się zapewnić specjalistyczną opiekę i w razie potrzeby podawać przeciwciała.
- zmiany neurologiczno-psychiatryczne:
  - zmiany nastroju: euforia, drażliwość[1]
  - bezsenność, koszmary[1]
  - napady szału (zwłaszcza u młodzieży i młodych dorosłych)
  - depresja[1], myśli samobójcze[1]
  - skłonność do poirytowania i agresji, reakcje psychotyczne. Stany paradoidalne i poważna depresja mogą wystąpić, szczególnie u chorych cierpiących wcześniej na zaburzenia psychiczne[1].
  - zmniejszenie objętości i upośledzenie funkcji hipokampa[2][3], poprzez oddziaływanie na receptory glikokortykosteroidowe zlokalizowane w OUN, a także wskutek polekowego zwiększenia stresu oksydacyjnego w tej części mózgowia[4] oraz wpływ na układ dopaminergiczny i neurotensynergiczny[5]
- zaburzenia gospodarki węglowodanowej, wzrost poziomu cukru we krwi, cukrzyca
- zaburzenia elektrolitowe − zatrzymywanie wody i jonów sodu w organizmie prowadzące do obrzęków[1], wzrost ciśnienia tętniczego[1] (nawet do nadciśnienia), utrata jonów potasu[1]
- utrata wapnia, znaczne obniżenie uwapnienia kości[1] mogące prowadzić do osteoporozy i złamań[1]
- zaburzenia gospodarki lipidowej i białkowej
- otyłość typu Cushinga[1]
- wrzody żołądka powodowane zahamowaniem wytwarzania prostaglandyn, pobudzających wydzielanie ochronnego śluzu w żołądku
- osłabienie siły mięśni[1], miopatia
- zaburzenia wzrostu u dzieci[1]
- jaskra[1]
- zaburzenia funkcji powiązanych z hormonami płciowymi, zaburzenia miesiączkowania[1]

### Działania niepożądane po długotrwałym stosowaniu miejscowym
Chociaż kortykosteroidy stosowane miejscowo w pewnym stopniu wchłaniają się do krwi rzadko powodują poważne działania ogólnoustrojowe takie jak niedoczynność nadnerczy czy zespół Cushinga - prawdopodobieństwo wystąpienia tego typu działań niepożądanych zależy od wielkości leczonego obszaru ciała i długości leczenia. Wchłanianie leku jest większe w miejscach, gdzie skóra jest cienka, zraniona lub styka się ze sobą oraz z opatrunków okluzyjnych. Miejscowe działania niepożądane wywołane stosowaniem kortykosteroidów to:
- rozprzestrzenienie się i zaostrzenie nieleczonego zakażenia[1]
- ścieńczenie skóry (aż do jej zaniku), zanik błon śluzowych na skutek upośledzenia syntezy kolagenu
- rozstępy (praktycznie nieodwracalne)[1]
- kontaktowe zapalenie skóry[1]
- zapalenie skóry dookoła ust[1]
- trądzik[1]
- depigmentacja[1]
- hipertrichoza[1]

Z powodu ryzyka wystąpienia działań niepożądanych, kortykosterydy, zarówno podawane miejscowo jak i ogólnoustrojowo powinny być w miarę możliwości stosowane tylko przez krótki czas. Maści i kremy powinny być rozsmarowywane cienko, tylko w miejscach, gdzie jest to konieczne, nie częściej niż dwa razy dziennie. Powinno się zawsze używać najsłabszego kortykosteroidu, który kontroluje objawy. 
Podczas przyjmowania kortykosterydów drogą wziewną (w astmie), zakażeniom jamy ustnej i gardła można zapobiec przez dokładne płukanie jej wodą po każdym podaniu leku oraz przez stosowanie komory inhalacyjnej. W razie wystąpienia grzybicy w jamie ustnej powinno się stosować miejscowe leki przeciwgrzybicze bez przerywania terapii kortykosterydami.

### Przeciwwskazania
Glikokortykosteroidów nie powinno się podawać pacjentom, u których występują objawy lub choroby takie, jakie mogą być powodowane przez same kortykosterydy w ramach działań ubocznych (np. cukrzyca, nadciśnienie, zakażenia).

## Odstawianie kortykosterydów
Tempo odstawiania leku musi być dostosowane do potrzeb konkretnego pacjenta, zależnie od choroby jaka była leczona, prawdopodobieństwa jej nawrotu, długości trwania terapii i innych czynników osobniczych. Powinno się stopniowo zmniejszać dawkę leku u pacjentów, którzy otrzymują:
- 40 mg prednizolonu dziennie (lub odpowiednik) przez tydzień lub dłużej
- powtarzające się dawki wieczorne
- dowolną dawkę przez ponad 3 tygodnie
- powtarzające się kilkutygodniowe serie
- krótką serię w przeciągu roku po zaprzestaniu długotrwałej terapii

Stopniowe odstawienie kortykosteroidów może polegać na obniżeniu dawki w jednym kroku do poziomu fizjologicznego, czyli 7,5 mg prednizolonu dziennie, a następnie powolnym zmniejszaniu dawki. Podczas okresu odstawiania powinno się monitorować pierwotną chorobę, ponieważ może wystąpić jej nawrót.
Ogólnoustrojowe kortykosteroidy mogą być "bezkarnie" (tj. bez ryzyka zaburzenia funkcji kory nadnerczy) odstawione bez stopniowego zmniejszania dawki przez pacjentów u których prawdopodobieństwo nawrotu choroby jest małe i którzy byli leczeni krócej niż 3 tygodnie (dawniej, jeszcze na początku XXI wieku zalecano, aby czas terapii przerywanej potem nagle był nie dłuższy niż 1 tydzień, co było powszechnie publikowane w ulotkach m.in. preparatów prednizonu).

## Leki należące do grupy
- acetonid flucinolonu
- beklometazon
- betametazon
- budezonid
- cyklezonid
- deksametazon
- flunizolid
- flutikazon
- halometazon(inne języki)
- hydrokortyzon (kortyzol)
- klobetazol(inne języki)
- kortyzon
- medryzon(inne języki)
- metyloprednizolon
- mometazon
- parametazon(inne języki)
- prednizolon
- prednizon
- triamcinolon
- piwalan flumetazonu(inne języki)